# خوان أرزا
خوان أرزا (الإسبانية: Juan Arza)؛ (12 يونيو 1923 — 17 يوليو 2011) هو لاعب كرة قدم، ومدرب كرة قدم، من مواليد مدينة إستيا، لعب في مركز مهاجم.

## وصلات خارجية
- خوان أرزا على موقع قاعدة بيانات كرة القدم.إي يو (الإنجليزية)
- خوان أرزا على موقع ناشيونال فوتبول تيمز (الإنجليزية)